# Ligue de développement du hockey M18 AAA
Ne doit pas être confondu avec Ligue de hockey junior AAA du Québec.
La Ligue de développement du hockey M18 AAA, anciennement la Ligue de hockey Midget AAA ou MAAA, est une ligue de hockey sur glace du Québec pour les jeunes joueurs de 15, 16 et 17 ans, offrant le plus fort calibre de jeu pour cette catégorie d'âge.

## Présentation
Il s'agit d'une ligue de développement servant de tremplin vers la Ligue de hockey junior Maritimes Québec et par la suite vers les rangs professionnels, dont la Ligue nationale de hockey.
Elle a été créée en 1976 et comporte actuellement 15 équipes réparties en trois divisions, la Division CCM, la Division la Coop et la Division Reebok. Chaque équipe dispute annuellement 45 rencontres en plus des matchs éliminatoires.

## Équipes

### Division CCM
- Forestiers d'Amos (Amos)
- L'Intrépide de Gatineau (Gatineau)
- Phénix du Collège Esther-Blondin (Saint-Jacques)
- Rousseau Royal de Laval-Montréal (Montréal)
- Vikings des Laurentides (Saint-Eustache)

### Division Thaï Zone
- Albatros du Collège Notre-Dame (Rivière-du-Loup)
- Blizzard du Séminaire Saint-François (Saint-Augustin-de-Desmaures)
- Chevaliers de Lévis (Lévis)
- Élites de Jonquière (Saguenay)
- Estacades de Trois-Rivières (Trois-Rivières)

### Division Tacks
- Cantonniers de Magog (Magog)
- Gaulois de Saint-Hyacinthe (Saint-Hyacinthe)
- Lions du Lac-Saint-Louis (Dollard-des-Ormeaux)
- Grenadiers de Châteauguay (Châteauguay)
- Riverains du Collège Charles-Lemoyne (Sainte-Catherine)